# شهرستان لافایت (میزوری)
شهرستان لافایت، میزوری (به انگلیسی: Lafayette County, Missouri) یک سکونتگاه مسکونی در ایالات متحده آمریکا است که در میزوری واقع شده‌است.